# Glaphyra ichikawai
Glaphyra ichikawai är en skalbaggsart som beskrevs av Tatsuya Niisato 1988. Glaphyra ichikawai ingår i släktet Glaphyra och familjen långhorningar. Inga underarter finns listade i Catalogue of Life.